# کالیستو (قمر)

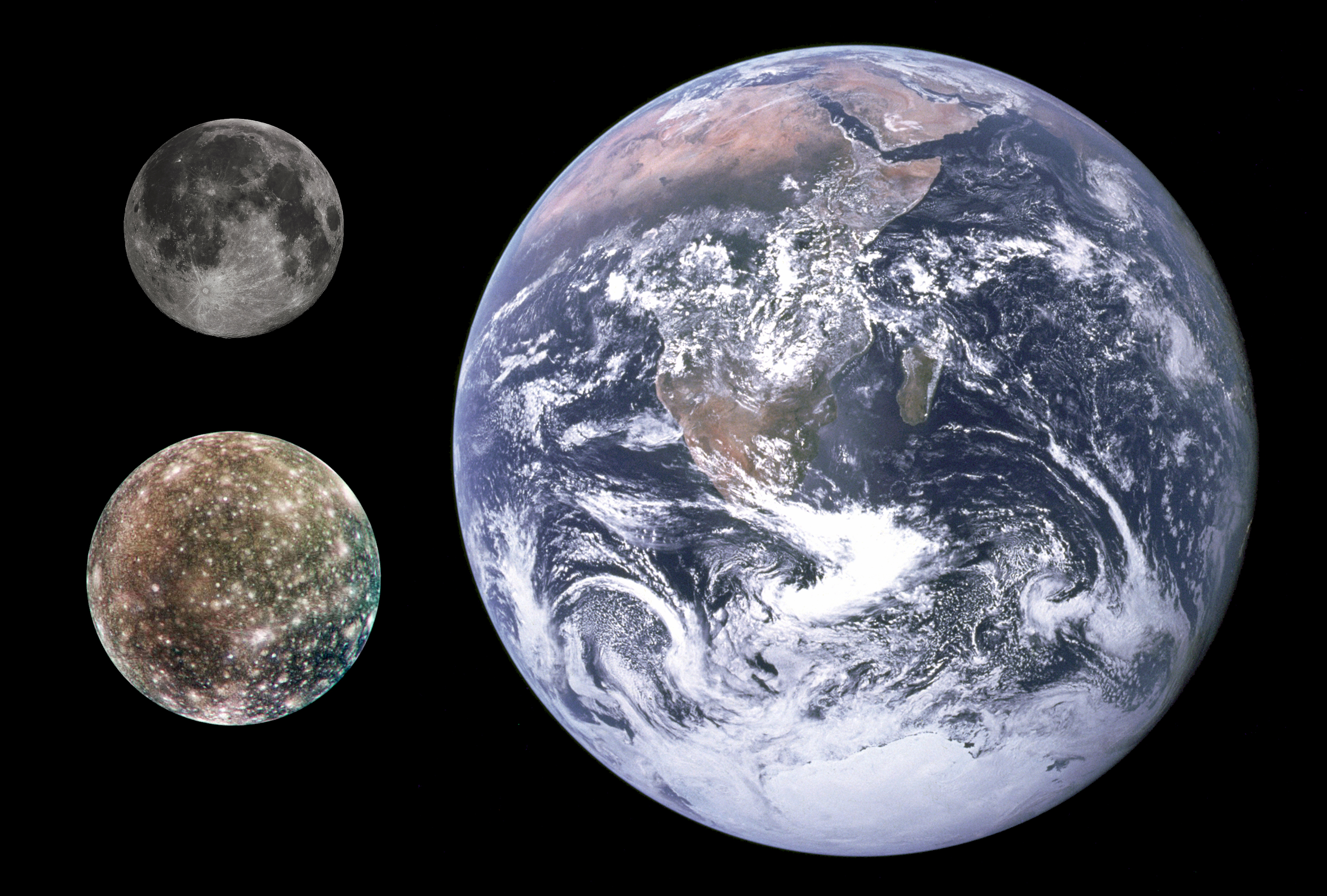
کالیستو در مقایسه با زمین و ماه

کالیستو (به انگلیسی: Callisto) (kəˈlɪstoʊ kə-LIS-toe, یا به یونانی Καλλιστώ)یکی از ماه‌های سیارهٔ مشتری است، و در سال ۱۶۱۰ توسط گالیله کشف شد. و سومین قمر بزرگ در سامانه خورشیدی و دومین قمر بزرگ مشتری پس از گانیمد است. کالیستو ۹۹ درصد قطر عطارد را دارد اما تنها یک سوم آن جرم دارد. به لحاظ دوری چهارمین قمر گالیله‌ای است، شعاع مدار آن ۱٬۸۸۰٬۰۰۰ کیلومتر است. کالیستو از نظر میزان جرم و حجم، دوازدهمین جسم در سامانهٔ خورشیدی است.

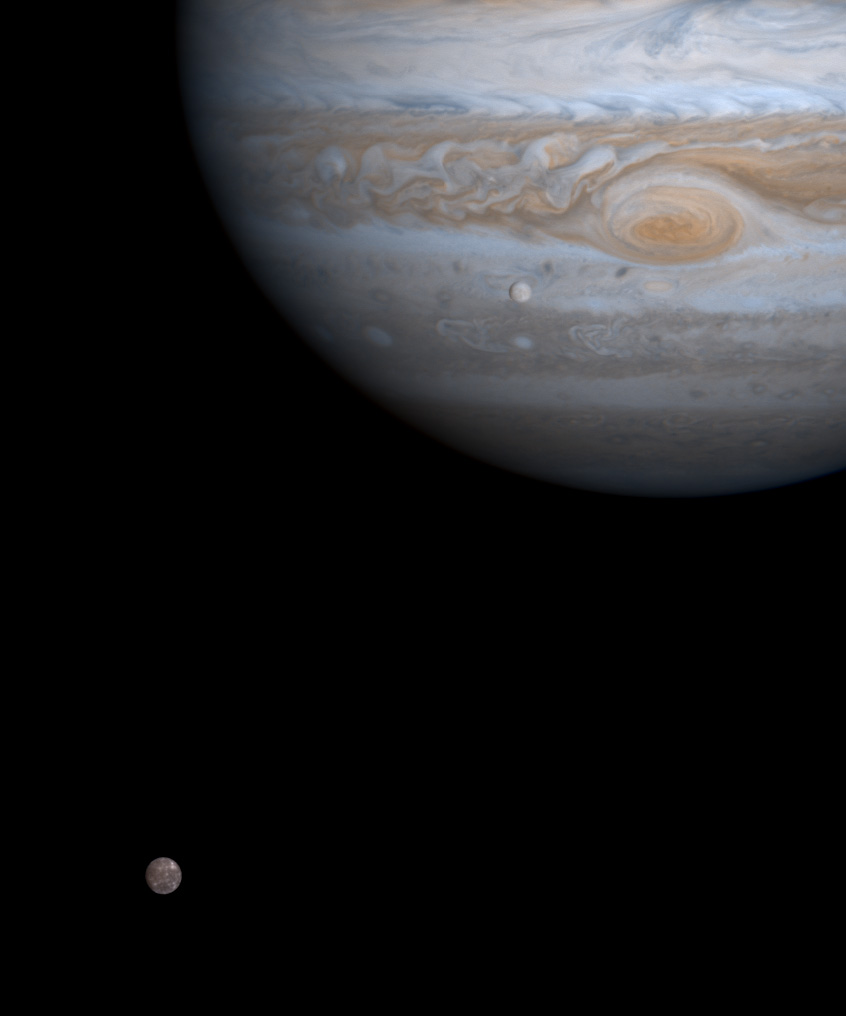
کالیستو در گوشه تصویر، اروپا در مرکز تصویر و مشتری در پس‌زمینه.
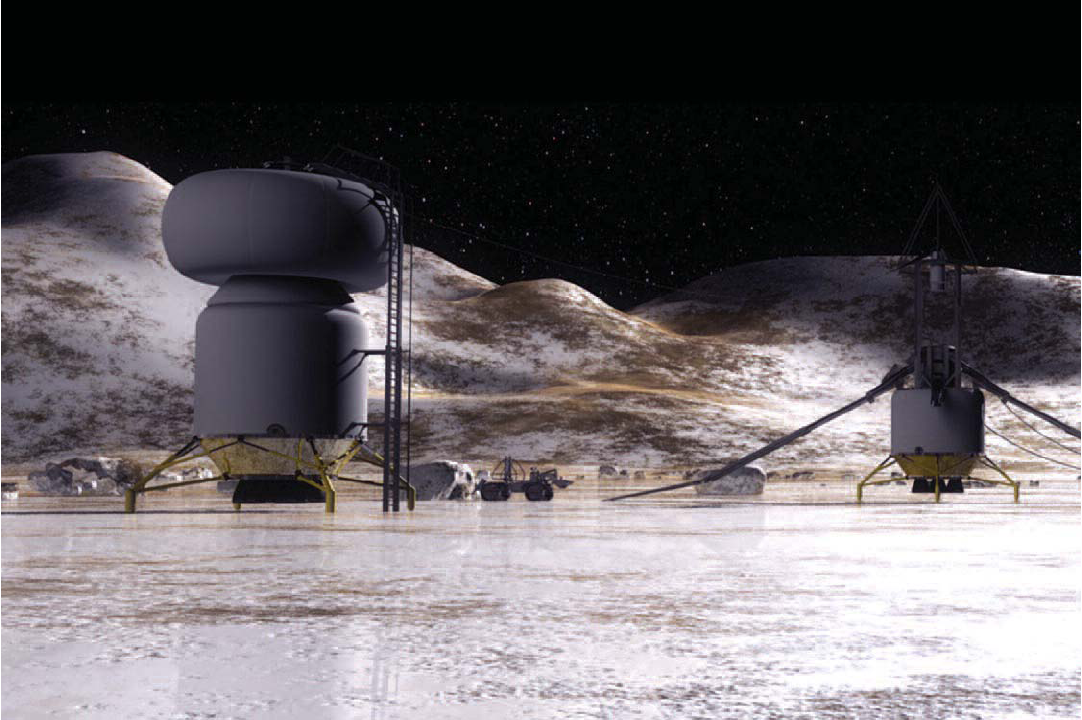
پایگاهی خیالی بر روی سطح یخزدهٔ کالیستو.
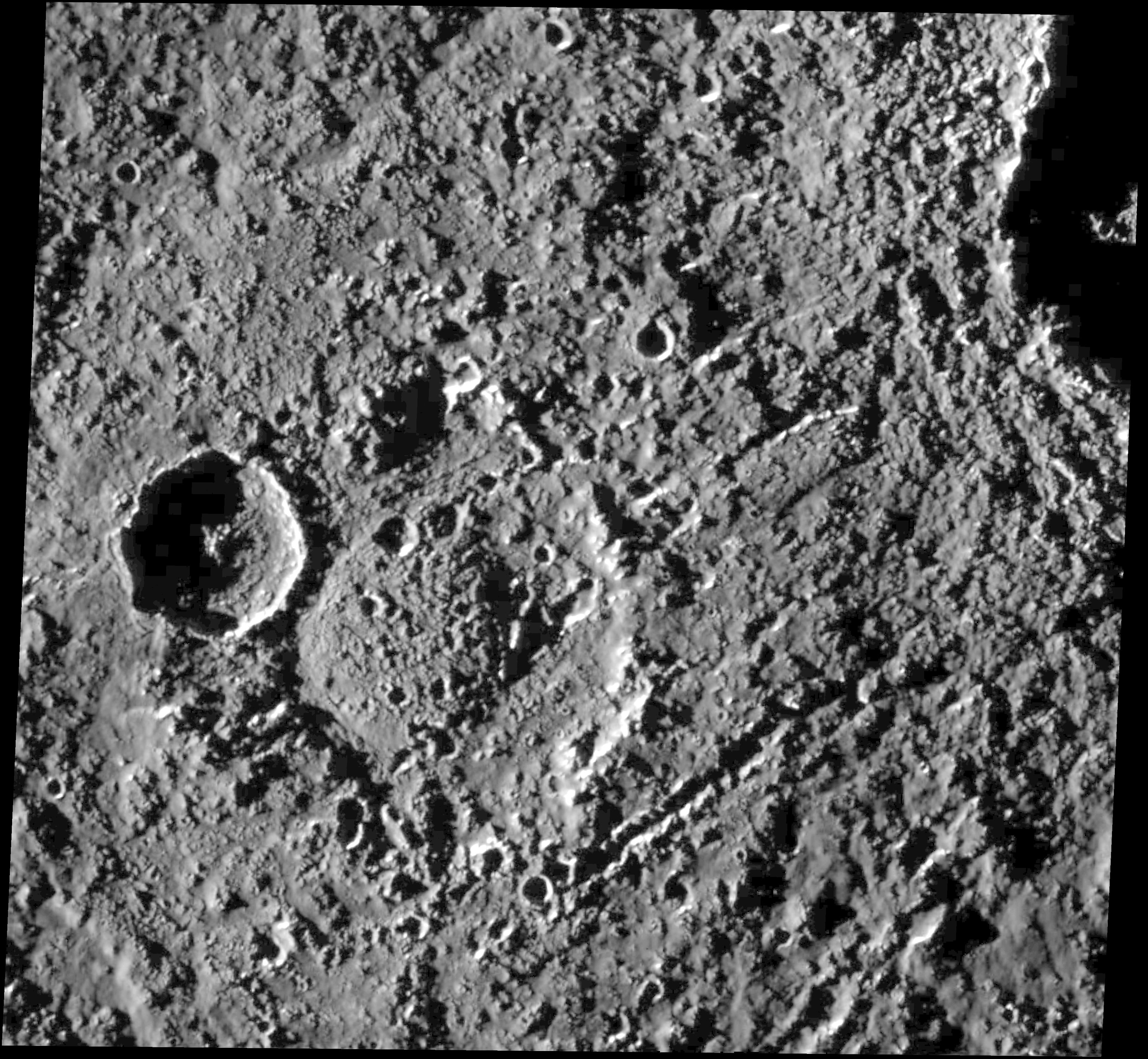
تصویری از سطح کالیستو و برخوردهای اجرام فضایی بر روی آن.
ماه‌های گالیله‌ای هنگام گردش دور سیارهٔ مشتری       مشتری •        آیو •        اروپا •        گانیمد •        کالیستو